# Frente Popular para Resistência Armada
A Frente Popular para Resistência Armada (em inglês:  Popular Front for Armed Resistance, PFAR) é uma organização terrorista  formada durante a década de 1960. O grupo é responsável por várias explosões de bomba no Paquistão. Seu objetivo é a independência da região paquistanesa do Baluchistão. Não houve uma estimativa independente precisa do seu tamanho ou da sua força. A maioria dos ativistas da organização foi treinada no Afeganistão. Sobre seu equipamento, o Afeganistão era um bom lugar para obter armas e outros bens. 
Em 1974, a organização realizou uma série de ataques bombistas em várias cidades do Paquistão. A unidade também assumiu a responsabilidade pelas explosões de bombas em um comício político em Karachi. O comício político contaria com a presença de Zulfiqar Ali Bhutto. No mesmo ano, as forças de segurança do Paquistão lançaram uma série de operações antiterrorismo contra a organização. O Irã também ofereceu assistência externa para essas operações de contraterrorismo e forneceu ao Paquistão helicópteros de guerra e pilotos para ajudar os paquistaneses.
Como resultado das operações de contraterrorismo, a unidade ficou consideravelmente enfraquecida e perdeu sua capacidade de realizar ataques de guerrilha contra o Paquistão. Atualmente não se sabe se ainda está ativa ou não.